# Proseminarium
Proseminarium – zajęcia, w tym ćwiczenia, głównie w obrębie studiów wyższych, będące najczęściej formą przygotowującą słuchaczy do udziału w seminarium, w tym edukujące w zakresie samodzielnej pracy.
Podczas proseminarium realizuje się przede wszystkim następujące cele: zgłębienie metodologii studiowanej dyscypliny, określenie problemów badawczych, stawianie hipotez roboczych, a także ich weryfikacja w drodze analizy i interpretacji wyników z prowadzonych badań. Według Andrzeja Chodubskiego proseminarium w procesie dydaktycznym to wyższa forma ćwiczeń mająca na celu wdrożyć studentów do samodzielnej pracy badawczej. Najczęściej nauczyciel zadaje studentowi problem do rozpoznania, a uczeń wykazuje się umiejętnością gromadzenia źródeł (analiza krytyczna) i stosowania odpowiedniej metodologii badawczej. Musi się on ponadto wykazać umiejętnością stawiania pytań badawczych i hipotez. 
Proseminarium kończy się najczęściej przygotowaniem pracy proseminaryjnej.